# My Heart Is Refusing Me
"My Heart Is Refusing Me" is een single van de Zweedse zangeres Loreen, uitgebracht op 27 februari 2011 door Warner Music, exclusief in Zweden en op 8 oktober 2012 wereldwijd. In 2012 verscheen het tevens op haar debuutalbum Heal. Ze schreef het nummer samen met Moh Denebi en Björn Djupström.
Na Loreens overwinning op het Eurovisiesongfestival 2012 met "Euphoria", werd "My Heart Is Refusing Me" uitgebracht als haar tweede internationale single van Heal. In Zweden piekte het nummer op plaats 9 en werd de single 2x platina (80.000, verkoop- en streamingcijfers alleen gebaseerd op certificering).

## Hitnoteringen

### Nederlandse Top 40
| Hitnotering: 10-11-2012 t/m 08-12-2012 | Hitnotering: 10-11-2012 t/m 08-12-2012 | Hitnotering: 10-11-2012 t/m 08-12-2012 | Hitnotering: 10-11-2012 t/m 08-12-2012 | Hitnotering: 10-11-2012 t/m 08-12-2012 | Hitnotering: 10-11-2012 t/m 08-12-2012 | Hitnotering: 10-11-2012 t/m 08-12-2012 |
| Week:                                  | 1                                      | 2                                      | 3                                      | 4                                      | 5                                      |                                        |
| -------------------------------------- | -------------------------------------- | -------------------------------------- | -------------------------------------- | -------------------------------------- | -------------------------------------- | -------------------------------------- |
| Positie:                               | 34                                     | 30                                     | 26                                     | 27                                     | 37                                     | uit                                    |

### NederlandseSingle Top 100
| Hitnotering: 13-10-2012 t/m 01-12-2012 | Hitnotering: 13-10-2012 t/m 01-12-2012 | Hitnotering: 13-10-2012 t/m 01-12-2012 | Hitnotering: 13-10-2012 t/m 01-12-2012 | Hitnotering: 13-10-2012 t/m 01-12-2012 | Hitnotering: 13-10-2012 t/m 01-12-2012 | Hitnotering: 13-10-2012 t/m 01-12-2012 | Hitnotering: 13-10-2012 t/m 01-12-2012 | Hitnotering: 13-10-2012 t/m 01-12-2012 | Hitnotering: 13-10-2012 t/m 01-12-2012 |
| Week:                                  | 1                                      | 2                                      | 3                                      | 4                                      | 5                                      | 6                                      | 7                                      | 8                                      |                                        |
| -------------------------------------- | -------------------------------------- | -------------------------------------- | -------------------------------------- | -------------------------------------- | -------------------------------------- | -------------------------------------- | -------------------------------------- | -------------------------------------- | -------------------------------------- |
| Positie:                               | 79                                     | 70                                     | 70                                     | 46                                     | 47                                     | 54                                     | 83                                     | 95                                     | uit                                    |

### VlaamseUltratop 50
| Hitnotering: 20-10-2012 | Hitnotering: 20-10-2012 | Hitnotering: 20-10-2012 |
| Week:                   | 1                       |                         |
| ----------------------- | ----------------------- | ----------------------- |
| Positie:                | 44                      | uit                     |